# Salah-Eddine Tlatli
Salah-Eddine Tlatli ou Slaheddine Tlatli, né le 2 janvier 1916 à Tunis et mort en 2008, est un géographe et historien tunisien.
Agrégé d'histoire en 1939, il enseigne au Collège Sadiki puis au lycée Carnot de Tunis. Écrivain engagé, il contribue à diverses revues dans la mouvance indépendantiste. Il soutient sa thèse de doctorat en 1977 avec une Étude urbaine de la Carthage punique : la ville, ses fonctions, son rayonnement.

## Ouvrages
- Djerba et les Djerbiens : monographie régionale, Tunis, Imprimerie J. Aloccio, 1942, 217 p. (OCLC 32481720).
- Tunisie nouvelle : problèmes et perspectives, Tunis, Sefan, 1957, 294 p. (OCLC 8319438).
- Tunisie de toujours, Tunis, Société nationale d'édition et de diffusion, coll. « Multiple Tunisie », 1961 (OCLC 298758095).
- Djerba : l'île des Lotophages, Tunis, Cérès Productions, 1967, 191 p. (OCLC 652126127, lire en ligne).
- Cités antiques de Tunisie : pour visiter Dougga, Thuburbo Majus, Mactar, El Jem, Gightis, Tunis, Cérès Productions, 1970 (OCLC 630598136).
- La Carthage punique, étude urbaine : la ville, ses fonctions, son rayonnement, Paris, Maisonneuve, 1978, 302 p. (OCLC 5264274).
- Multiple Tunisie : incursions à travers le passé historique et les méandres de la vie présente, Tunis, Maison tunisienne de l'édition, 1985, 459 p. (OCLC 14212438)
- Écrits pour l'indépendance : 1946-1956 (coauteur : Abdelhac), Tunis, Alif, coll. « Savoir », 1991, 390 p. (OCLC 27147200).